# Rodrigo Possebon
Rodrigo Pereira Possebon, född 13 februari 1989 i Sapucaia do Sul, är en brasiliansk-född italiensk fotbollsspelare som spelar för Náutico.
Possebons övergång från SC Internacional till Manchester United blev klar i januari 2008, Manchester United fick enligt uppgift betala 350 000 euro. Tack vare att hans pappa hade italienskt ursprung kunde Possebon ansöka om italienskt medborgarskap. Detta underlättade övergången eftersom Manchester United då inte behövde ansöka om arbetstillstånd. Possebon pratade flytande engelska vid sin ankomst, vilket underlättade hans acklimatisering. Han gjorde sin A-lagsdebut i Premier league-premiären säsong 2008/09, då han blev inbytt mot Newcastle.

## Karriärstatistik
| Klubb              | Säsong             | Liga    | Liga | Cup     | Cup | Ligacup | Ligacup | Kontientalt | Kontientalt | Övrigt  | Övrigt | Totalt  | Totalt |
| Klubb              | Säsong             | Matcher | Mål  | Matcher | Mål | Matcher | Mål     | Matcher     | Mål         | Matcher | Mål    | Matcher | Mål    |
| ------------------ | ------------------ | ------- | ---- | ------- | --- | ------- | ------- | ----------- | ----------- | ------- | ------ | ------- | ------ |
| Manchester United  | 2008/2009          | 3       | 0    | 2       | 0   | 3       | 0       | 0           | 0           | 0       | 0      | 8       | 0      |
| Manchester United  | Totalt             | 3       | 0    | 2       | 0   | 3       | 0       | 0           | 0           | 0       | 0      | 8       | 0      |
| Braga (lån)        | 2009/2010          | 0       | 0    | 0       | 0   | 0       | 0       | 1           | 0           | 0       | 0      | 1       | 0      |
| Braga (lån)        | Totalt             | 0       | 0    | 0       | 0   | 0       | 0       | 1           | 0           | 0       | 0      | 1       | 0      |
| Santos             | 2010               | 3       | 0    | 0       | 0   | 0       | 0       | 0           | 0           | 0       | 0      | 3       | 0      |
| Santos             | 2011               | 8       | 0    | 0       | 0   | 0       | 0       | 5           | 0           | 17      | 1      | 30      | 1      |
| Santos             | Totalt             | 11      | 0    | 0       | 0   | 0       | 0       | 5           | 0           | 17      | 1      | 33      | 1      |
| Totalt i karriären | Totalt i karriären | 14      | 0    | 2       | 0   | 3       | 0       | 6           | 0           | 17      | 1      | 42      | 1      |

Statistiken är korrekt per den 7 december 2011

## Meriter

### Klubblag
Manchester United
- FA Community Shield (1): 2008
- Engelska Ligacupen (1): 2008/2009